# Oscar Galíndez
Oscar Saul Galíndez (Río Tercero, 5 de junho de 1971) é um triatleta profissional argentino.
Oscar Galíndez representou seu país nas Olimpíadas de 2000.

## Ligações Externas
- Sitio Oficial